# Arrigo Sacchi
Arrigo Sacchi (ur. 1 kwietnia 1946 w Fusignano) – włoski trener piłkarski. W Milanie w ciągu niecałych pięciu lat zdobył mistrzostwo kraju, po dwa Puchary Mistrzów, Superpuchary Europy oraz Puchary Interkontynentalne i wydatnie przyczynił się do powrotu klubu do włoskiej i europejskiej elity po kilkunastu latach zapaści. Dobre wyniki z Milanem spowodowały, że pod koniec 1991 roku został selekcjonerem reprezentacji Włoch. Liczne eksperymenty kadrowe i taktyczne, autorytaryzm i wiele niejasnych decyzji personalnych przysporzyły mu liczne grono krytyków, chociaż kadra na Mundialu 1994 wywalczyła wicemistrzostwo świata. Jednak dwa lata później zawiodła na Euro 1996 i Sacchi musiał pożegnać się z posadą. Nigdy później, chociaż pracował ponownie w Milanie, a także w Atlético Madryt i Parmie, nie nawiązał do sukcesów z drugiej połowy lat 80. Był dyrektorem sportowym w Realu Madryt. 

## Kariera piłkarska
Nigdy nie grał zawodowo w piłkę nożną, przez kilka lat występował jedynie w lokalnych zespołach amatorskich Fusignano CF (1973–1977) oraz Bellaria CF (1977–1979). W międzyczasie był sprzedawcą obuwia. 

## Kariera szkoleniowa
Pracę szkoleniową rozpoczął w drużynach młodzieżowych Ceseny Calcio i AC Fiorentiny. Aż do połowy lat 80. prowadził drużyny głównie z Serie C. A jedną z nich, z AC Parmą, w sezonie 1986–1987 wywalczył awans do drugiej ligi. W tym samym sezonie w rozgrywkach o Puchar Włoch Parma dwukrotnie pokonała (po 1:0) A.C. Milan. Prezes tego klubu Silvio Berlusconi był pod ogromnym wrażeniem gry drużyny Sacchiego i wkrótce zaproponował 41-letniemu, zupełnie nieznanemu szkoleniowcowi propozycję objęcia sterów budowanego właśnie Milanu.
Pod wodzą nowego trenera klub zdobył w 1988 roku pierwsze od dziewięciu lat mistrzostwo Włoch, a w kolejnym sezonie zdominował europejskie puchary. Drużyna, w której grali m.in. bramkarz Giovanni Galli, obrońcy Paolo Maldini, Mauro Tassotti oraz Franco Baresi, pomocnicy Roberto Donadoni i Carlo Ancelotti oraz Ruud Gullit, Marco van Basten także sprowadzony przez Sacchiego Frank Rijkaard, po pokonaniu w półfinale Realu Madryt (1:1 i 5:0) i w finale Steauy Bukareszt (4:0) wygrała Puchar Mistrzów. Wprawdzie nie obroniła mistrzostwa kraju, ale porażkę w lidze osłodził Superpuchar Europy i Puchar Interkontynentalny. W 1990 roku było podobnie: Rosso-Neri w Serie A musieli uznać wyższość SSC Napoli, ale nie mieli sobie równych w międzynarodowych rozgrywkach pucharowych. Milan zdobył Puchar Mistrzów (po zwycięstwie nad Benficą), Superpuchar Europy i Puchar Interkontynentalny. Pół roku po tym ostatnim sukcesie Sacchi zmienił na stanowisku selekcjonera reprezentacji Włoch Azeglio Viciniego.
Sacchi prowadził drużynę narodową przez cztery lata. Na Mundialu 1994 jego podopieczni zdobyli wicemistrzostwo świata, chociaż wielu komentatorów podkreślało, że zaszli tak daleko głównie dzięki szczęściu i wysokiej formie Roberto Baggio. Rozgrywki grupowe zaczęli od porażki 0:1 z Irlandią. Po zwycięstwie 1:0 nad Norwegią i remisie z Meksykiem zajęli trzecie miejsce w tabeli i dzięki korzystnym rozstrzygnięciom w innych grupach awansowali dalej. W dwu kolejnych spotkaniach (z Nigerią w 1/8 finału i z Hiszpanią w ćwierćfinale) Włosi wygrywali 2:1, a decydujące gole padały w dogrywce albo w ostatnich minutach meczu. Ich strzelcem był zawsze Baggio, który trafił – dwukrotnie – również w półfinale z Bułgarią (2:1). W decydującym o Pucharze Świata spotkaniu lepsi okazali się Brazylijczycy, którzy po rzutach karnych zwyciężyli 3:2. Mimo wysokiego miejsca, reprezentacji prowadzonej przez Sacchiego zarzucano ultradefensywny i przesadnie zachowawczy styl gry. Jeszcze większa krytyka spadła na głowę selekcjonera dwa lata później, po Euro 1996, kiedy Włosi nawet nie wyszli z grupy. Dziennikarze głównym winowajcą porażki uznali właśnie Sacchiego, który w składzie na mistrzostwa pominął liderów zespołu – Baggio, Giuseppe Signoriego i Gianlucę Viallego. Ponadto w czasie trwania turnieju podejmował szereg niezrozumiałych decyzji personalnych, m.in. w drugim meczu grupowym z Czechami posadził na ławce rezerwowych piłkarzy, którzy w pierwszym spotkaniu zebrali najlepsze oceny. Mimo słabego wyniku, trener pozostał na swoim stanowisku i rozpoczął eliminacje do Mundialu 1998. Dopiero przegrana w spotkaniu towarzyskim z Bośnią i Hercegowiną w grudniu 1996 roku spowodowała, że Sacchi przekazał stery reprezentacji Cesare Maldiniemu.
Powrócił na krótko do Milanu, później był trenerem Atlético Madryt, ale został zwolniony w połowie sezonu, po dwudziestu dwu kolejkach. Jeszcze szybciej – po zaledwie trzech meczach – odszedł z AC Parmy.
Od 2001 roku pracuje jako dyrektor sportowy, najpierw w Parmie, a potem (w 2005 roku) w Realu Madryt.

## Osiągnięcia

### Klubowe
Parma
- Serie C1: 1985/86

A.C. Milan
- Mistrzostwo Włoch: 1987/88
- Superpuchar Włoch: 1988
- Puchar Europy: 1988/89, 1989/90
- Superpuchar Europy: 1989, 1990
- Puchar Interkontynentalny: 1989, 1990
- finał Pucharu Włoch: 1989/90

### Reprezentacyjne
Włochy
- Wicemistrzostwo Świata: 1994